# 大垣徳洲会病院
医療法人徳洲会 大垣徳洲会病院（いりょうほうじんとくしゅうかい おおがきとくしゅうかいびょういん）は、岐阜県大垣市にある民間病院である。医療法人徳洲会によって開設され、2008年（平成20年）4月1日に開業した。

## 概要
徳洲会グループの病院としては岐阜県で最初、全国で66番目、東海地方で4番目のものである。
病院所在地は、元々はオーミケンシ大垣工場の敷地の一部であり、1980年代からは、オーミケンシ直営のゴルフ練習場、喫茶店などとして使用されていたものを徳洲会が購入したものである。病院の南にあるショッピングモール「アクアウォーク大垣」も同じくオーミケンシ大垣工場の跡地を前身とするが、こちらは土地は賃貸契約となっている。

## 診療科
16の診療科がある。
- 内科
- 外科
- 循環器科
- 心臓血管外科
- 脳神経外科
- 整形外科
- 皮膚科
- 眼科
- 泌尿器科
- 形成外科
- 産婦人科
- 歯科口腔外科
- 放射線科
- 麻酔科 など

## 交通アクセス
- JR東海道本線・養老鉄道養老線・樽見鉄道樽見線 大垣駅北口より徒歩で8分。
- 名阪近鉄バス：赤坂市民病院線・荒尾線「徳洲会病院」バス停下車、徒歩ですぐ。
  - 日中の大部分のバスが、病院敷地内に乗り入れ。
- 岐阜県道212号大垣大野線沿い